# جيمس سكوت (لاعب كرة قدم بريطاني)
جيمس سكوت (بالإنجليزية: James Scott)‏ هو لاعب كرة قدم بريطاني في مركز الهجوم، ولد في 30 أغسطس 2000 في غلاسكو في المملكة المتحدة. لعب مع نادي ماذرويل.

## وصلات خارجية
- جيمس سكوت (لاعب كرة قدم بريطاني) على موقع قاعدة بيانات كرة القدم.إي يو (الإنجليزية)
- جيمس سكوت (لاعب كرة قدم بريطاني) على موقع Soccerbase.com (لاعب) (الإنجليزية)
- جيمس سكوت (لاعب كرة قدم بريطاني) على موقع Soccerway.com (الإنجليزية)
- جيمس سكوت (لاعب كرة قدم بريطاني) على موقع عالم كرة القدم.نت (الإنجليزية)